# لورن واکر
لورن واکر (انگلیسی: Lauren Walker؛ زادهٔ ۱۲ مارس ۱۹۸۹) بازیکن فوتبال اهل بریتانیا است.
از باشگاه‌هایی که در آن بازی کرده‌است می‌توان به تیم فوتبال زنان آرسنال اشاره کرد.